# Violet Gibson
Violet Albina Gibson (Dublín, 31 de agosto de 1875 - Northampton, 2 de mayo de 1956) fue una mujer anglo-irlandesa, hija de Lord Ashbourne, Lord Canciller de Irlanda en tres ocasiones durante el siglo XIX. Intentó asesinar a Benito Mussolini en 1926.

## Primeros años
Violet nació el 31 de agosto de 1876, hija del abogado, político y aristócrata irlandés Edward Gibson, 1.er barón de Ashbourne; su madre era Frances Maria Adelaide Colles, una científica cristiana. A los 18 años fue debutante en la corte británica durante el reinado de la Reina Victoria, y durante su adolescencia y juventud tuvo una vida social activa en toda Gran Bretaña con la alta sociedad británica asistiendo regularmente al teatro, banquetes, bailes, bodas, eventos deportivos y conciertos con amigos aristócratas.
Su madre era una científica cristiana y Violet fue criada como tal, A pesar de esto Violet pronto se desilusionó con esta religión y experimentó con varias religiones, como la teosofía, en su edad adulta antes de convertirse al catolicismo a los 26 años, decisión que la llevó a vivir en el convento católico de Nuestra Señora de Lourdes de Roma en 1922.
Sufrió de muy mala salud durante toda su niñez y juventud, durante las cuales sufrió de episodios repetidos de fiebre escarlata, pleuresía y rubeola; también sufrió dolores abdominales crónicos toda su vida después de haber sido operada para tratar episodios de apendicitis y peritonitis, además de una mastectomía después que contrajo la enfermedad de Paget.
Gibson tuvo problemas mentales desde al menos 1922, cuando sufrió un colapso nervioso que la llevó a ser internada en una institución mental por dos años. Adicionalmente, en 1923 salió de su casa a mitad de la noche con su ropa de dormir en un estado de conciencia alterada y tuvo que ser traída de regreso por dos policías. Poco después fue encontrada por la hija de su ama de llaves dando vueltas por una calle concurrida sin propósito alguno y, cuando intentó ayudarla, Gibson la atacó con un cuchillo, hiriéndola en la mano. Tras estos episodios fue internada en el Sanatorio de Holloway, donde trató de asesinar a otra paciente y fue liberada después de 6 meses. A principios de 1925, en Roma, un año antes de su intento de asesinato, trató de suicidarse dándose un disparo en el pecho; al ser interrogada por la policía, explicaría que había intentado suicidarse "para la gloria de Dios" y un segundo intento de suicidio ocurriría en 1930 durante su encierro final.

## Intento de asesinato a Mussolini
El 7 de abril de 1926 Violet Gibson disparó contra Mussolini, el líder fascista de Italia, mientras él caminaba entre la multitud en la Piazza del Campidoglio en Roma después de abandonar la asamblea del Congreso Internacional de Cirujanos. Allí Mussolini había dado un discurso acerca de las maravillas de la medicina moderna.
Violet Gibson portaba una nota de papel con la dirección de la sede del Partido Fascista de Italia (por si no encontraba a Mussolini en su ruta programada para ese día y debía ir a buscarlo allí) y una piedra para romper la ventana del coche de Mussolini en caso necesario, además de un revólver Modelo 1892 que había sido utilizado en la Primera Guerra Mundial, escondido en un chal negro. El arma fue disparada una vez mientras Mussolini saludaba a una multitud que se había congregado para verle, pero justo en ese momento movió su cabeza porque se disponía a dar un saludo romano a uno de sus seguidores y la bala hizo contacto con su nariz; ella intentó disparar de nuevo, pero la pistola falló y no accionó.
Después de esto, Gibson fue desarmada por una turba iracunda que casi la lincha, pero fue rescatada por la policía, que la llevó detenida a la Prisión de Regina Coeli; Mussolini, por su parte, fue inmediatamente atendido por uno de los cirujanos que había atendido a la conferencia pero que al examinar la herida declaró con asombro que Mussolini estaba virtualmente ileso, gritando a la multitud: "¡Nada!". Mussolini había sufrido una herida tan ligera que apenas requirió un vendaje en su nariz puesto que la bala solo había lacerado la punta de una de sus fosas nasales y siguió con su agenda para ese día de manera regular.

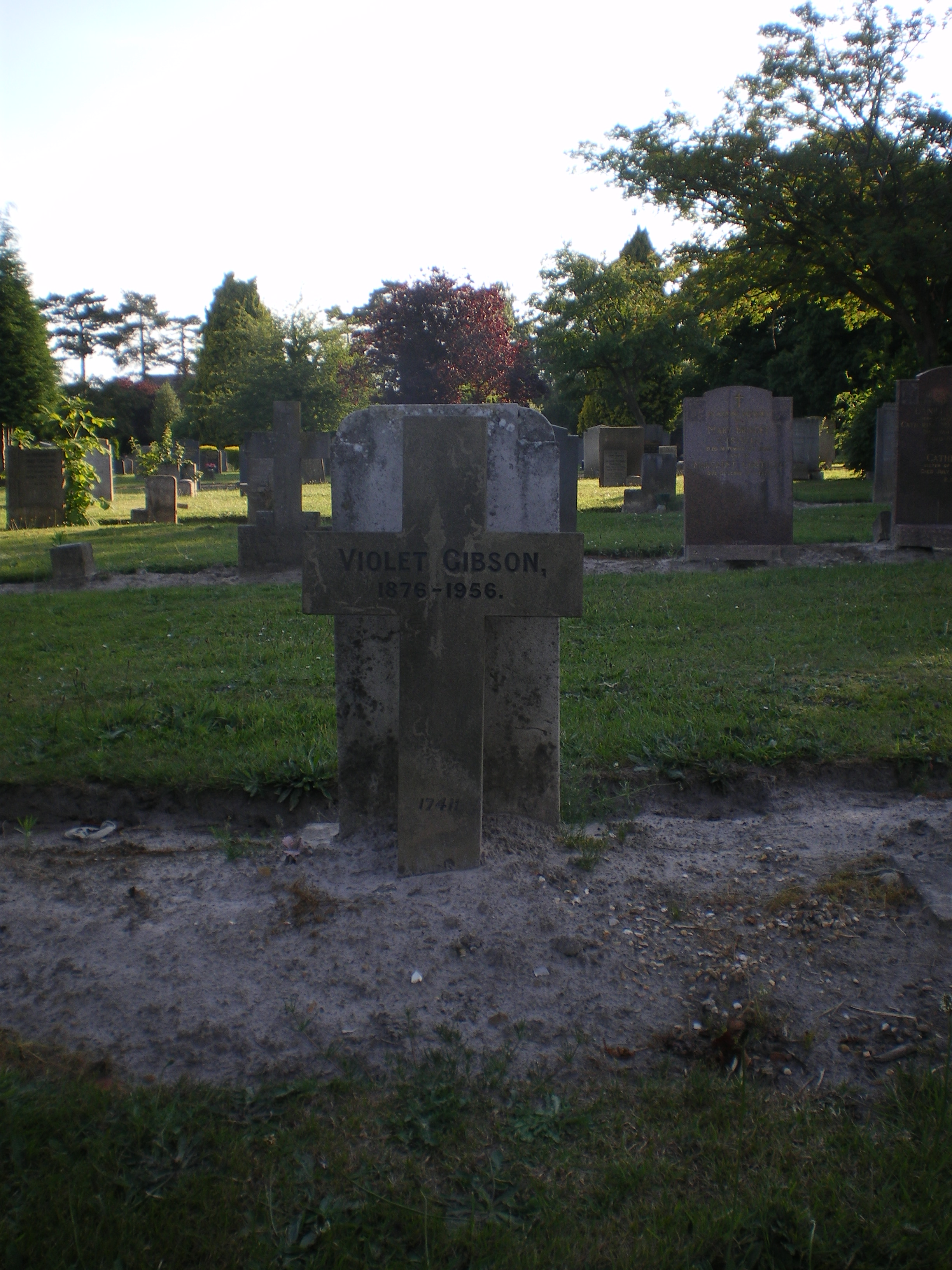
Su lápida en el cementerio de Kingsthorpe

Violet nunca explicó con claridad sus razones para efectuar el intento de magnicidio; tan solo argumentó vagamente que lo había hecho para "dar gloria a Dios". Después comentó que un ángel enviado por Dios había sostenido sus brazos para evitar que temblara. Actualmente, se acepta ampliamente que Violet Gibson padecía alguna enfermedad mental grave en el momento del ataque. Más aún, desde al menos dos años antes del hecho se había mostrado obsesionada con el martirio religioso y hablaba regularmente de la mortalidad humana y de magnicidios (aparentemente planeó durante mucho tiempo asesinar al papa Pío XI, a quien despreciaba y consideraba un pésimo papa). Por esto se cree que la idea de asesinar a Mussolini fue suya y la concretó sola.
Sin embargo, las monjas del convento donde vivía y el detective a cargo de la investigación policiaca creían que tan solo fingía locura y en realidad había sido parte de una conspiración compuesta probablemente por católicos disidentes del Trastevere para asesinar a Mussolini (de quien se rumoraba ampliamente que era ateo, aunque él siempre escondió esta parte de su persona para congraciarse con el público italiano, mayormente católico). Después del atentado, Gibson confesó escuetamente haber intentado cometer el asesinato para "impresionar" al duque italiano Giovanni Colonna, de quien supuestamente se había enamorado en Suiza y que era un oponente del fascismo, aunque después se desdijo y negó esta versión que nunca fue considerada creíble; pero a pesar de estas sospechas, el extenso historial de enfermedad mental de Gibson parece contradecir estas conclusiones, ya que confirmaría que Gibson siempre tuvo problemas mentales.
Fue detenida alternativamente en la prisión de Regina Coeli y en hospitales mentales donde tuvo varios episodios violentos, como atacar a un guardia o a otros presos, hasta mayo de 1927, cuando fue liberada por petición de Mussolini (probablemente como un gesto de buena voluntad a Gran Bretaña y además porque siempre consideró que Gibson era mentalmente inestable) después de un irregular juicio breve e inmediatamente deportada a Gran Bretaña, aunque el gobierno italiano impuso la condición de que fuese internada el resto de su vida lo cual fue aceptado y cumplido por el gobierno británico.
La familia de Violet sufrió bastante vergüenza tras lo que emitió una declaración pública escrita por la hermana de Violet ofreciendo una disculpa a Mussolini y al pueblo italiano y argumentando que Violet era una enferma mental y que lo había sido desde la niñez.
Mussolini vio un enorme incremento en su popularidad en el pueblo italiano a causa del atentado y utilizaría el mismo como pretexto para promover la aprobación de nuevas leyes que consolidarían su poder y suprimirían la actividad de sus opositores.

## Vida posterior
En el Reino Unido, Gibson fue internada de inmediato por su familia en el Hospital St. Andrew en Northampton, un asilo mental, donde permanecería hasta su muerte, 29 años después, a pesar de diversas peticiones para que fuera liberada. La misma Gibson nunca dejó de proclamar su inocencia y escribió cartas solicitando su liberación a Winston Churchill, a quien había conocido en su juventud, y a la futura reina británica Isabel II (a quien también conoció durante su juventud tal como se mencionó anteriormente), aunque sus cartas jamás llegaron a sus destinatarios porque el hospital donde estaba internada siempre retuvo toda su correspondencia entrante y saliente sin su conocimiento.
A pesar de esto, y después de otro intento de suicidio en 1930, el estado mental de Gibson pareció mejorar y vivió pacíficamente el resto de su encierro.
Murió el 2 de mayo de 1956 a los 79 años después de una enfermedad larga y fue enterrada en el cementerio de Kingsthorpe, Northampton. A su funeral no asistieron familiares ni amigos y sus últimas voluntades no fueron respetadas, como recibir una misa de réquiem en la catedral de Northampton que fue reemplazada por una breve misa en una capilla local; además, no se le compró una lápida elaborada, aunque dejó £100 para tal efecto; al final, su tumba fue marcada con una simple cruz.

## Curiosidades
La banda de rap valenciana Los Chikos del Maíz la nombran en su tema "No pasarán".